# هازجة اليمن
دخلة اليمن يسمى أيضاً هازجة اليمن هو نوع من هوازج العالم القديم في فصيلة الهوازج، يتواجد في اليمن وبعض مناطق السعودية.

## الوصف
يصل طول هازجة اليمن إلى 15 سم (6 بوصات) ويبلغ وزنها حوالي 22 جم (0.8 أونصة). الجنسين متشابهان في المظهر ولديهما أجزاء بنية داكنة وأجزاء سفلية بيضاء. المنقار منحني قليلاً، والأجنحة قصيرة نسبيًا والذيل طويل إلى حد ما.